# Campylopus shawii
Campylopus shawii là một loài Rêu trong họ Dicranaceae. Loài này được Wilson mô tả khoa học đầu tiên năm 1868.